# Muscovy Company

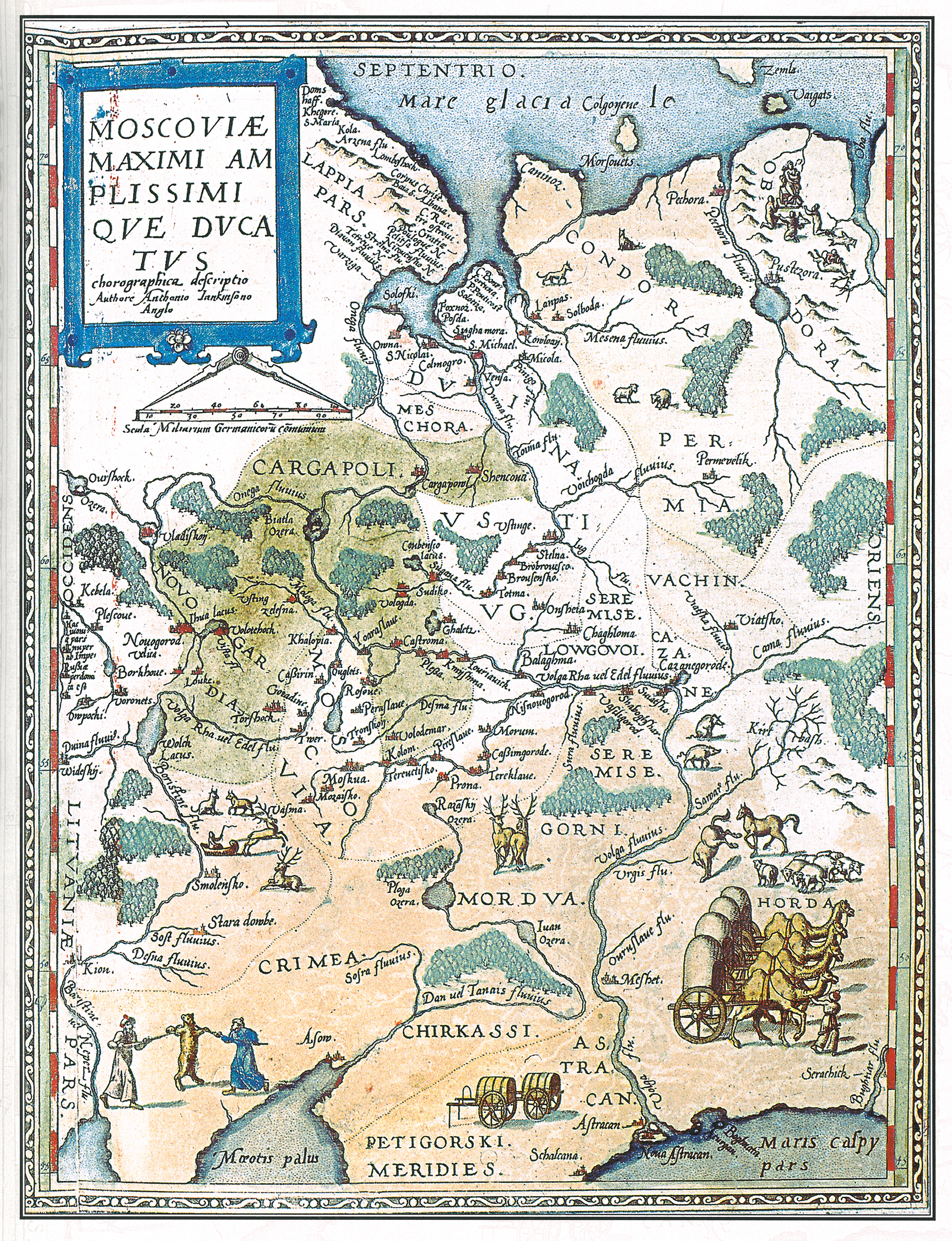
Karte des Moskowiter Reiches von Antony Jenkinson und Gerard de Jode (1593)

Die Muscovy Company (russisch Московская компания/Moskowskaja kompanija; offizieller Name seit 1566: The Fellowship of English Merchants for Discovery of New Trades auch bekannt als Russia Company, Company of Merchants Trading with Russia) war eine Mitte des 16. Jahrhunderts gegründete Gesellschaft englischer Kaufleute, die Handel mit Russland trieben.
Die erste englische Aktiengesellschaft (Joint Stock Company) war Vorbild für ähnliche Unternehmungen in der Folgezeit. Sie bestand trotz wirtschaftlicher Rückschläge und zeitweise auch politischer Probleme bis zur russischen Oktoberrevolution 1917. Seither ist sie eine Wohltätigkeitsorganisation. Über diese wirtschaftsgeschichtliche Bedeutung hinaus war die Company als Motor für die Erforschung des äußersten Nordens Europas und Russlands von großer Bedeutung.

## Vorgeschichte
In der Mitte des 16. Jahrhunderts, insbesondere nachdem Sebastiano Caboto von der vergeblichen Suche nach einer Nordwestpassage nach England zurückgekehrt war, kamen Überlegungen auf, nach einer nordöstlichen Route nach Asien, insbesondere nach China und zu den Gewürzinseln zu suchen. Dabei ging es nicht nur darum, dem Handel über die schon bestehende Gewürzroute Konkurrenz zu machen, sondern auch neue Absatzmöglichkeiten für englische Wollwaren zu finden, da aufgrund der unsicheren politischen Lage insbesondere in den Niederlanden der Handel stockte. Im Bereich der Ostsee stieß der englische Handel auf die Konkurrenz der Hanse, während im Mittelmeer oder in Afrika die Spanier, die Portugiesen und auch noch die Venezianer den Handel beherrschten. Russische Produkte wie etwa Wachs, Pelze oder Getreide kamen durch die Hanse aus Nowgorod nach England. Umgekehrt wurde englisches Tuch auf diesem Weg nach Russland exportiert. Keine nennenswerte Konkurrenz gab es im nördlichen Russland. Man glaubte von dort aus auch in Richtung Indien und China vorstoßen zu können. Ebendies überzeugte Geldgeber davon, in ein solches Unternehmen zu investieren.

## Gründungsphase
Die Expedition wurde von der Krone unterstützt sowie von 240 Londoner Kaufleuten – darunter viele, die zur Gesellschaft der Merchant Adventurer gehörten –, Adligen und hohen staatlichen Funktionsträgern finanziert. Es wurden Anteile zu je 25 Pfund ausgegeben. Dies summierte sich zu einem Kapital von 6000 Pfund.

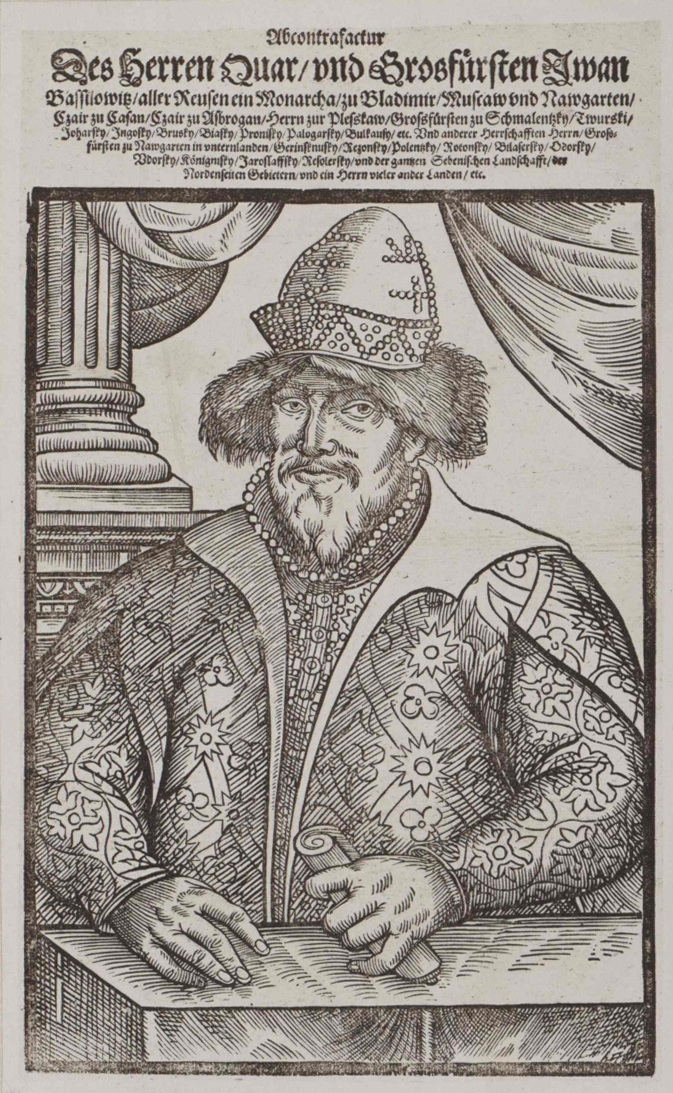
Iwan IV. („der Schreckliche“) gewährte der Company große Handelsprivilegien

Hugh Willoughby und Richard Chancellor organisierten 1553 eine Expedition aus drei Schiffen, von denen aber zwei jenseits des Nordkaps verloren gingen. Deren Besatzung strandete und starb in der Folge. Chancellor kam mit dem verbliebenen Schiff in das Gebiet des heutigen Archangelsk an der Mündung der Nördlichen Dwina ins Weiße Meer.
Auf Einladung von Zar Iwan dem Schrecklichen reiste Chancellor an dessen Hof im Moskauer Kreml. Es gelang ihm, vom Zaren ein Schreiben an König Edward VI. von England zu erhalten, in dem er den englischen Kaufleuten bedeutende Rechte für den zukünftigen englischen Handel mit Russland einräumte. Der Hafen an der Mündung an der nördlichen Dwina wurde für den Handel mit England geöffnet. Zu den Privilegien gehörten die Zollfreiheit und die Erlaubnis, auch innerhalb Russlands Handel zu treiben. Nachdem Antony Jenkinson 1557 erlaubt wurde, die Wolga bis zum Kaspischen Meer zu befahren, kam seit 1569 auch das Recht des Transithandels hinzu. Allerdings behielt sich der Zar das Vorkaufsrecht vor. Die russische Seite hatte ein Interesse daran, Schweden, Litauen und Livland an der Ostsee im Handel mit dem Westen zu umgehen. Daneben war der Zar auch an einem politischen Bündnis mit England interessiert. Da aber Königin Elisabeth I. nicht darauf einging, wurde die Zollfreiheit eingeschränkt.

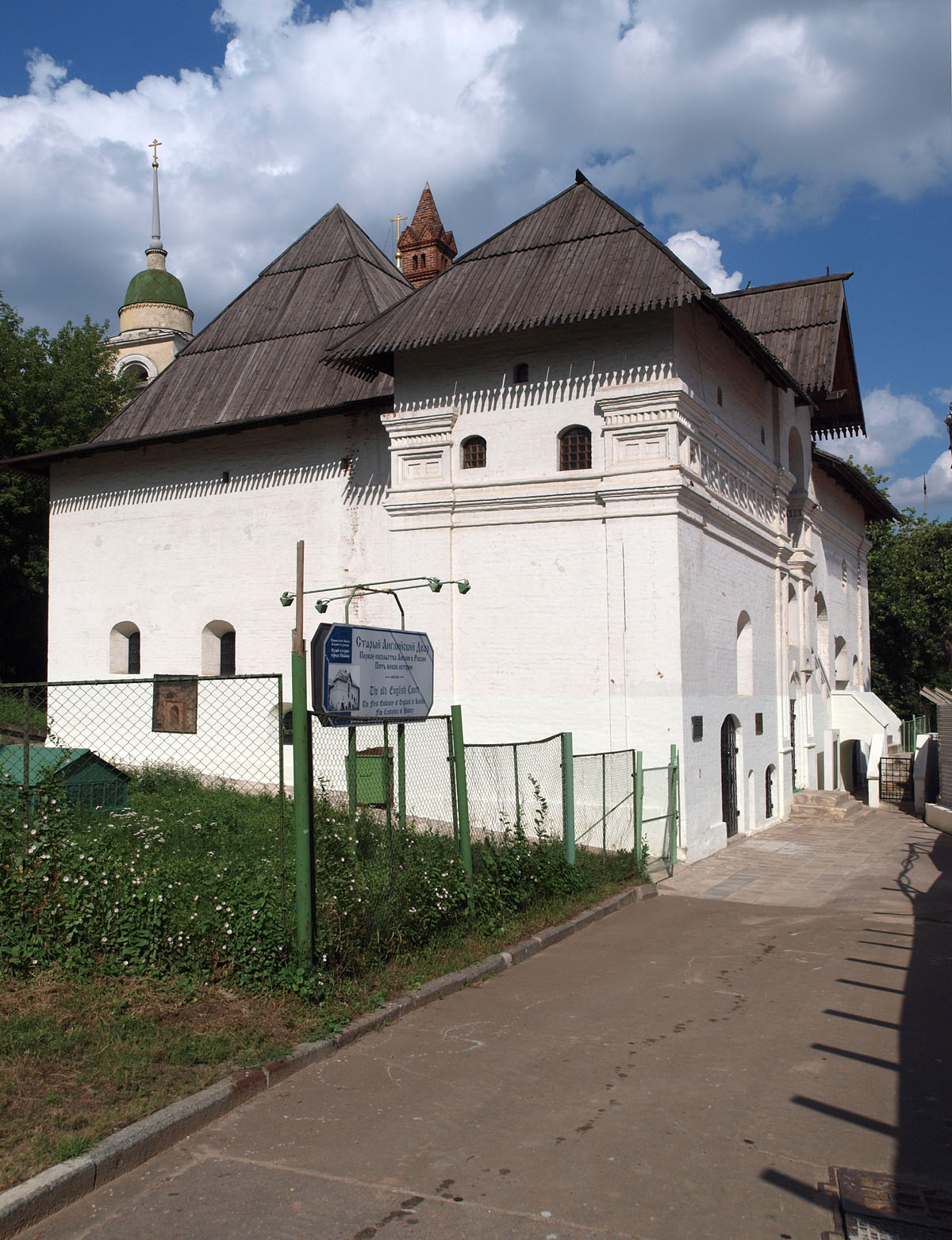
Der Old English Yard war bis ins 17. Jahrhundert Sitz des Unternehmens in Moskau

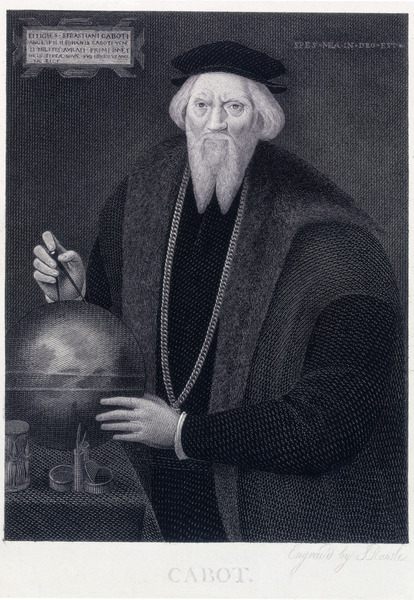
Sebastiano Caboto

Nach Chancellors Rückkehr wurde noch 1555 die Muscovy Company (auch Russia Company) gegründet. Ihr offizieller Name war: marchants adventurers of England, for the discovery of lands, territories, iles, dominions, and seigniories unknowen, and not before that late adventure or enterprise by sea or navigation, commonly frequented. Sebastiano Caboto wurde Gouverneur des Zusammenschlusses. Die Statuten erließ Maria I. und ihr Gemahl Philipp II.
Die Company gilt als erste vom englischen Staat anerkannte Joint Stock Company. Zuvor hatten sich Investoren meist für eine Reise zusammengeschlossen. Die Company war jedoch auf Dauer angelegt. Die neue Gesellschaft wurde dadurch zum Vorbild für spätere Aktiengesellschaften.
Der ursprüngliche Mindestanteil von 25 Pfund wurde 1564 auf 200 Pfund erhöht. Im Jahr 1566 wurde der Name in The Fellowship of English Merchants for Discovery of New Trades geändert. Gleichzeitig sanktionierte das Parlament die Privilegien der Gesellschaft und dehnte den Interessenbereich auf Armenien und den Kaukasus aus.
Die Gesellschaft hatte Beauftragte und eine Faktorei in Russland, der Sitz war bis 1717 Moskau. Die Gebäude (Old English Yard) sind teilweise erhalten und befinden sich in der Nähe des Kreml. Danach wurde der Sitz nach Archangelsk verlegt. Ab 1723 war die Faktorei in St. Petersburg angesiedelt. Dort war jeweils ein anglikanischer Geistlicher stationiert.

## Aufschwungphase
Neben Willoughby waren die Navigatoren Stephen Borough und William Borough maßgeblich daran beteiligt, eine Handelsroute durch das Weiße Meer zu etablieren. 1557 nahm die Gesellschaft den regelmäßigen Handel mit Russland über den Seeweg auf. Die Engländer exportierten ihre Wollwaren und kauften russische Güter. Besonders begehrt war russisches Tauwerk, das als qualitativ hochstehend galt. Allein die Royal Navy kaufte jährlich Tauwerk-Erzeugnisse im Wert von 10.000 Pfund. Am Ende des 16. Jahrhunderts segelten jährlich etwa zehn Schiffe auf der Weißmeer-Route. Seit den 1570er Jahren machten die Holländer den Engländern Konkurrenz.
Die Gesellschaft führte neben dem Handel auch die Suche nach einem nördlichen Seeweg nach Asien fort. Im Jahr 1556 entdeckte eine Expedition der Gesellschaft die Insel Nowaja Semlja. Wichtiger als die weitere Suche nach der Nordost-Passage wurde die Behauptung des Handelsmonopols mit Russland.
Die Gesellschaft machte auch den Versuch, Handelswege durch Zentralasien über Persien zu erschließen, um die Osmanen und Venetianer im Mittelmeerraum zu umgehen. Anthony Jenkinson unternahm dazu insgesamt sieben Reisen. Aber er musste seine Reise 1559 in Buchara und 1562 im persischen Kaswin abbrechen. Auch die Kriege zwischen Persien und dem osmanischen Reich verhinderten den Erfolg des Vorhabens. Weil es nicht gelang, über Russland Handel mit Asien zu betreiben, wurde 1581 die Levant Company gegründet, die versuchte, die begehrten Güter im östlichen Mittelmeer zu erwerben.
Neben der Route über das Weiße Meer wurde eine weitere nach Narva im heutigen Estland über die Ostsee eingerichtet. Diese war für die Engländer keineswegs konkurrenzlos. Hamburg handelte auf der Route seit 1560 und auch die Niederländer nahmen Handelsfahrten auf. Probleme drohten der Gesellschaft auch von englischen Kaufleuten, die ihr nicht angehörten und Handel mit Russland trieben. Die Gesellschaft versuchte ihr Handelsmonopol auch auf diese Route durchzusetzen.

## Weitere Entwicklung

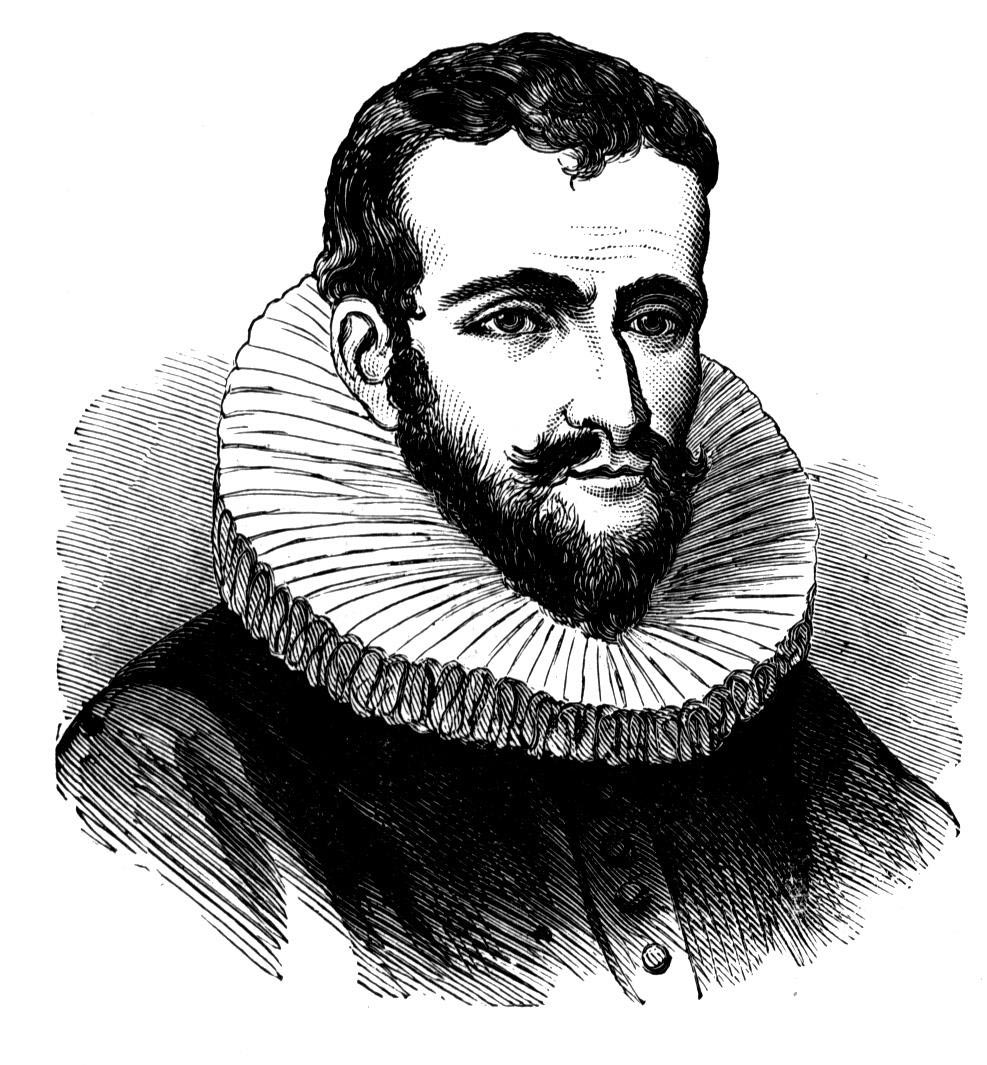
Henry Hudson unternahm seine ersten Reisen im Auftrag der Muscovy Company

Nicht zuletzt die politische Situation machte der Gesellschaft Probleme. So kostete 1571 eine Revolte gegen Iwan den Schrecklichen das Unternehmen 400.000 Rubel. Hinzu kamen Piraten im Kaspischen Meer und in der Ostsee. Das Unternehmen versuchte in den Bereich der Fischerei und des Walfangs einzusteigen, geriet damit aber in scharfe Konkurrenz mit anderen Gruppen. Auch der Versuch in den 1580er Jahren, den Handel mit Persien wieder aufzunehmen, scheiterte. Im Jahr 1608 beauftragte das Unternehmen vergeblich Henry Hudson mit der Suche nach der Nordost-Passage.
Gerade die Zunahme der Konkurrenz verringerte um 1600 die Gewinne des Unternehmens und 1609 wurde die Existenz als eigenständig handelnde Aktiengesellschaft zumindest zeitweise aufgegeben. Stattdessen wurden einige Zeit Lizenzen für den Handel mit Russland vergeben.
Um 1620 versuchte die Gesellschaft nochmals den Handel mit Persien aufzunehmen. Auch das Walfanggeschäft erwies sich wegen des Rückgangs der Wale ab 1636 als schwierig. Nach der Hinrichtung Karls I. verlor die Gesellschaft 1649 ihre Privilegien in Russland und alle Engländer wurden des Landes verwiesen. Auch als 1663 der Handel zwischen beiden Ländern wieder aufgenommen wurde, bekam die Company ihre Rechte nicht zurück.
Erst seit der Zeit Peters des Großen nahm der Handel zwischen England und Russland wieder an Bedeutung zu. Die Company hatte zwar überlebt, ihre Bedeutung war aber stark gesunken. Nur noch wenigen wurde eine Mitgliedschaft gewährt. Die Unzufriedenen sammelten sich in der Eastland Company, die im Bündnis mit einer Gruppe von Tabakhändlern das Monopol der Muscovy Company in Frage zu stellen begann. Das Unterhaus beschloss 1699 ein Gesetz, das allen Engländern die Mitgliedschaft in der Company für eine Aufnahmegebühr von 5 Pfund ermöglichte. Die Erweiterung der ökonomischen Basis bescherte dem Unternehmen nur einen begrenzten Aufschwung. Profitabel war der Handel über Russland mit Persien. Mitte des 18. Jahrhunderts wurde dieser durch lokale Kriege unterbrochen und nicht wieder aufgenommen. Am Ende des 18. Jahrhunderts brach die Company in ihrer alten Form zusammen.
Sie bestand als Handelsorganisation weiter und hatte im 19. Jahrhundert Niederlassungen in Archangelsk, Kronstadt, Moskau und St. Petersburg. In diesem Zusammenhang wurden auch anglikanische Kirchen gegründet. Seit der Oktoberrevolution 1917 ist die Gesellschaft hauptsächlich eine Wohltätigkeitsorganisation zugunsten englischer Geistlicher in Russland.